# Хилперих II
Вижте пояснителната страница за други личности с името Хилперих.
Хилперих II (Chilperich II.; * 670; † между 30 януари и 13 май 721, Ноайон) e Меровингски крал на Неустрия и Бургундия от 715 до 719 г. и на всички франки от 719 до 721 г.

## Биография
Той е син на убития през 675 г. франкски крал Хилдерих II и на Билхилда, дъщеря на крал Сигиберт III.
През есента на 675 г. Хилдерих II, бременната му жена и синът му Дагоберт, са убити при заговор, с причина неразбирателство в двореца между австразийската и неустрийската партия. Петгодишният Хилперих II, както тогава е било прието, е изпратен в манастир, където живее 40 години под името „Брат Даниел“ до 715 г. когато неустрийците го издигат за техен крал.
През 716 г. Карл Мартел, Раганфрид (майордом на Неустрия) и Плектруда от Австразия, вдовицата на Пипин Ерсталски, го признават за крал на Неустрия като наследник на Дагоберт III. Резиденцията му е в Компиен (в регион Пикардия).
През 717 г. Хилперих II се съюзява с Радбод, краля на Фризия, и през 718 г. с Одо Велики, кралят на Аквитания, против Карл Мартел. Неустрийците са победени от Карл Мартел в битките при Амел (при Амел, 716 г.), Винци (до Камбре, 717 г.) и Соасон (718 г.). През 719 г. след смъртта на Хлотар IV Карл Мартел го признава отново за крал на Неустрия.
Хилперих II умира през 721 г. и е погребан в Ноайон. Карл Мартел определя за негов наследник на трона Теодорих IV (Theuderich IV.), син на Дагоберт III.

## Деца
Хилперих II има син:
- Хилдерих III, последният меровингски крал на франките от 743 до 751 г.